# Жет
Жет (фр. Jette [ˈʒɛt]), или Е́тте (нидерл. Jette [ˈjɛtə]) — одна из девятнадцати коммун, образующих в совокупности Брюссельский столичный регион. Жет расположен в северо-западной части брюссельской агломерации. Население коммуны — 52.459 человек (2020).
Жет граничит со следующими коммунами (по часовой стрелке): Город Брюссель, Моленбеек-Сен-Жан, Кукельберг, Гансхорен, Ассе и Веммел (последние две коммуны — не брюссельские, а фламандские).
В Жете расположен кампус медицинского факультета нидерландскоязычного Свободного университета Брюсселя.

## Достопримечательности
- Ратуша, построенная в начале XX века
- Старая кузница, которая действовала до 1960 года (улица Wemmelsesteenweg, 306)
- Здание железнодорожной станции, построенное в 1892 году
- Дворец аббата (XVIII век), единственная сохранившаяся часть Дигемского аббатства
- Неоготическая церковь Св. Петра, построенная в 1877—1880 годах

### Музеи
- Музей во дворце аббата
- Музей Рене Магритта, расположенный в доме, где он жил
- Музей «Ателье 340» , независимый музей современного искусства

## Транспорт
В Жете есть действующая железнодорожная станция, обслуживающая две линии: линию 50 Брюссель-Гент и линию 60 Жет-Дендермонде.
Жет имеет одну станцию метро — Бельжика. Фактически она расположена на границе Жета и Моленбек-Сен-Жана.